# Hylomyscus aeta
Hylomyscus aeta es una especie de roedor de la familia Muridae.

## Distribución geográfica
Se encuentra en Burundi, Camerún, República Centroafricana, República del Congo, República Democrática del Congo, Guinea Ecuatorial (tanto en el continente como en las islas), Gabón, y Uganda.

## Hábitat
Su hábitat natural son: las tierras bajas subtropicales o tropicales bosques y montañas húmedos, subtropicales o tropicales.